# Association nationale de tir à l'arc de Thaïlande
L'Association Nationale de Tir à l'arc de Thaïlande (thaï : สมาคมกีฬายิงธนูเเห่งประเทศไทย) est chargée d'organiser et de développer la pratique du tir à l'arc en Thaïlande. Elle est affiliée à la World Archery, l'Asian Archery Federation et au Comité national olympique de Thaïlande. Elle a été fondée le 10 novembre 1970. 
L'association a son siège à Bang Kapi, Bangkok. Le président actuel de la fédération est M. Sanguan Kosavinta.   

## Histoire
L'association a demandé à devenir membre du Comité national olympique de Thaïlande et membres de la World Archery, ce qui a été officiellement accepté le 16 août 1971.